# Genésio de Barros
Genésio Vieira de Barros (Morrinhos, 2 de setembro de 1941) é um advogado, fazendeiro e político brasileiro filiado ao Movimento Democrático Brasileiro.

## Dados biográficos
Filho de Herculano Vieira de Barros e Levinda Cândida de Barros. Advogado formado junto à Pontifícia Universidade Católica de Goiás, foi chefe do serviço de pessoal na prefeitura de Goiânia e também chefe de gabinete da Secretaria Municipal de Viação e Obras Públicas e da Secretaria Municipal de Administração a partir de 1961 e quatro anos depois assumiu a chefia de gabinete do diretor-geral do Departamento de Telecomunicações de Goiás. Já filiado à ARENA, foi secretário particular do governador Otávio Lage.
Eleito deputado estadual em 1966, 1970 e 1974, liderou o governo Leonino Caiado na Assembleia Legislativa de Goiás. Eleito deputado federal em 1978, esteve no PDS antes de ingressar no PMDB sendo reeleito em 1982. Durante a legislatura votou a favor Emenda Dante de Oliveira em 1984 e no ano seguinte escolheu Tancredo Neves no Colégio Eleitoral.
Não reeleito em 1986, renunciou ao mandato nos últimos dias da legislatura para assumir a direção de Operações da Companhia de Financiamento da Produção a convite de Iris Rezende, ministro da Agricultura no Governo Sarney. Secretário-adjunto de Segurança Pública no governo Henrique Santillo, exerceu o mandato de deputado federal durante a passagem de Fernando Cunha como secretário de Governo. Novamente eleito suplente de deputado federal em 1990, foi presidente da Companhia de Armazéns e Silos do estado e secretário de Planejamento no governo Maguito Vilela.
Professor e proprietário do Colégio 5 de Julho em Goiânia, retornou à advocacia embora mantenha atividade política ocasional na capital do estado e em Morrinhos.